# Österreichischer Werkbund
El Österreichischer Werkbund (ÖWB) fue constituido en el año 1912 siguiendo el ejemplo de la Deutscher Werkbund. Era una asociación cultural y económica que comprendía arquitectos, artesanos, artistas y empresarios austríacos.
El objetivo del movimiento Werkbund consistía en la interacción de las artes visuales, la arquitectura y la artesanía, así como la promoción de la alta calidad de la artesanía austríaca de acuerdo con los estándares exigidos por el Jugendstil en términos de materiales y formas.
El primer presidente fue Adolf Bachofen, y entre sus miembros fundadores se encontraban Josef Hoffmann o Ferdinand Andri. Numerosos miembros de la Secesión de Viena y de los Wiener Werkstätte participaron en exposiciones organizadas por el Werkbund, como en la exposición de Colonia de 1914.
Tras la Primera Guerra Mundial, la ÖWB decidió dedicarse a la construcción y promoción de vivienda social en Viena financiadas por el gobierno local. A partir de 1920 empezaron a emerger escisiones entre los miembros, lo cual plantearía el surgimiento de otras werkbund en Austria: la Werkbund Wien en ese mismo año y la Steiermärkischer Werkbund en 1923. La primera de ellas se reunificaría como Österreichischer Werkbund en 1926.
En 1930 la ÖWB organizó una exposición que dio un nuevo impulso a diferentes actividades conjuntas llevadas a cabo por la agrupación, tales como la construcción de edificios de viviendas en Viena entre 1931 y 1932, algunos de ellos bajo la dirección artística de Adolf Loos o Richard Neutra.
En 1932 se celebró una nueva exposición en la que se mostraban aquellos edificios construidos, de carácter residencial y con los que se quería transmitir al individuo la existencia de una libertad política y económica.
En 1934, la organización se dividió de nuevo para dar paso a la creación del Neuer Werkbund Österreich, del que Clemens Holzmeister fue elegido presidente, aunque la emigración de una serie de grandes artistas en aquellos años debilitaron a la Werkbund austríaca hasta el punto de no ver recuperada su importancia anterior.

## Miembros
- Otto Breuer
- Alfred Castelliz
- Josef Frank
- Rudolf Frass
- Hugo Gorge
- Josef Hoffmann
- Clemens Holzmeister
- Ernst Lichtblau
- Walter Loos
- Franz Matuschek
- Theodor Mayer
- Hans Mayr
- Ernst Plischke
- Otto Polak-Hellwig
- Cesar Poppovits
- Otto Prutscher
- Fritz Rosenbaum
- Walter Sobotka
- Oskar Strnad
- Hans A. Vetter
- Eugen Wachberger
- Helmut Wagner-Freynsheim
- Carl Witzmann
- Oskar Wlach
- Eugen Wörle
- Fritz Zeymer
- Josef Zotti[5]